# 普羅布山嶺
71°50′S 68°21′W / 71.833°S 68.350°W
普羅布山嶺（英語：Probe Ridge）是南極洲的山嶺，位於亞歷山大一世島東南部，由英國南極名稱諮詢委員會命名，該山嶺現時由南極條約體系管理。